# Апостольский нунций в Науру
Апостольский нунций в Республике Науру — дипломатический представитель Святого Престола в Науру. Данный дипломатический пост занимает церковно-дипломатический представитель Ватикана в ранге посла. Апостольская нунциатура в Науру была учреждена на постоянной основе 1 июня 1992 года.
В настоящее время Апостольским нунцием в Науру является архиепископ Габор Пинтер, назначенный Папой Франциском 12 апреля 2025 года.

## История
Апостольская нунциатура в Науру была учреждена на постоянной основе 1 июня 1992 года, бреве Ad firmiores reddendas папы римского Иоанна Павла II, отделяя её от апостольской делегатуры на Тихом океане. Однако апостольский нунций не имеет официальной резиденции в Науру, в его неофициальной столице Ярене и является апостольским нунцием по совместительству, эпизодически навещая страну. Резиденцией апостольского нунция в Науру является Веллингтон — столица Новой Зеландии.

## Апостольские нунции в Науру
- Томас А. Уайт — (1 декабря 1992 — 27 апреля 1996);
- Патрик Коувни — (7 декабря 1996 года — 25 января 2005 — назначен апостольским нунцием в Греции);
- Чарльз Дэниэл Бэлво — (30 января 2005 — 17 января 2013 — назначен апостольским нунцием в Кении и Постоянным наблюдателем в органах Организации Объединённых Наций по окружающей среде и человеческим поселениям);
- Мартин Кребс — (3 мая 2014 — 16 июня 2018 — назначен апостольским нунцием в Уругвае);
- Новатус Ругамбва — (30 ноября 2019 — 27 июля 2024, в отставке);
- Габор Пинтер — (12 апреля 2025 — по настоящее время).